# Graine de yakuza
Série
Gokudо̄ sengokushi: Fudо̄ 2
(1997)
Pour plus de détails, voir Fiche technique et Distribution.
Graine de yakuza (極道戦国志 不動, Gokudо̄ sengokushi: Fudо̄) est un film japonais réalisé par Takashi Miike, sorti en 1996.

## Synopsis
En très peu de temps, quatre membres importants du Kyushu Nioh group sont tués. Le commanditaire de ces meurtres se cache sous les traits d'un élève exemplaire du nom de Riki Fudoh. C'est en fait un jeune chef yakuza hanté par l'assassinat de son frère par son propre père, qui rackette ses professeurs et qui a monté une triade faite d'enfants, de lycéennes et d'ados tous plus sanguinaires les uns que les autres. Le jour où son père apprend que le jeune Riki a décidé de se venger de lui, il met tout en œuvre pour éliminer son fils.

## Fiche technique
- Titre : Graine de yakuza
- Titre original : 極道戦国志 不動 (Gokudо̄ sengokushi: Fudо̄)
- Titre anglais : Fudoh: The New Generation
- Réalisation : Takashi Miike
- Scénario : Toshiyuki Morioka, d'après le manga de Hitoshi Tanimura
- Production : Yoshinori Chiba, Toshiki Kimura et Hiroshi Yamaji
- Musique : Chū Ishikawa
- Photographie : Hideo Yamamoto (ja)
- Montage : Yasushi Shimamura
- Décors : Akira Ishige
- Pays d'origine : Japon
- Langue : japonais
- Format : Couleurs - 1,85:1 - Dolby Surround - 35 mm
- Genre : Action, comédie dramatique et yakuza eiga
- Durée : 98 minutes
- Date de sortie : 12 octobre 1996 (Japon)

## Distribution
- Shosuke Tanihara : Riki Fudoh
- Kenji Takano : Akira Aizone
- Marie Jinno : Jun Minoru
- Tamaki Kenmochi : Touko Zenzai
- Tôru Minegishi : Iwao Fudoh
- Miho Nomoto : Mika
- Riki Takeuchi : Daigen Nohma
- Takeshi Caesar : Akihiro Gondo
- Mickey Curtis : Assassin du gang Yasha
- Yuichi Minato

## Distinctions
- Fantasia Section Award (meilleur film live), Prix du Jury et nomination à l'International Fantasy Film Award (meilleur film), lors du festival Fantasporto 1998.